# Campionati mondiali di sci nordico 2017 - Gara a squadre dal trampolino normale mista
La gara a squadre dal trampolino normale mista. di salto con gli sci ai Campionati mondiali di sci nordico 2017 si è svolta il 26 febbraio 2017.

## Risultati
| Posizione | Pettorale | Nazione                                                                                | Round 1 Distanza(m)  | Round 1 Punti                 | Round 1 Posizione | Round 2 Distanza(m) | Round 2 Punti                 | Round 2 Posizione | Punti totali                   |
| --------- | --------- | -------------------------------------------------------------------------------------- | -------------------- | ----------------------------- | ----------------- | ------------------- | ----------------------------- | ----------------- | ------------------------------ |
| 1         | 14        | Germania Carina Vogt Markus Eisenbichler Svenja Würth Andreas Wellinger                | 98.0 95.5 95.0 99.0  | 508.6 129.2 126.9 120.0 132.5 | 1                 | 95.0 99.5 95.5 98.0 | 526.9 126.0 137.1 120.1 143.7 | 1                 | 1035.5 255.2 264.0 240.1 276.2 |
| 2         | 13        | Austria Daniela Iraschko-Stolz Michael Hayböck Jacqueline Seifriedsberger Stefan Kraft | 88.5 92.0 94.5 96.5  | 490.7 113.3 117.6 125.6 134.2 | 2                 | 90.5 97.5 92.5 97.0 | 508.6 116.7 131.7 121.4 138.8 | 2                 | 999.3 230.0 249.3 247.0 273.0  |
| 3         | 11        | Giappone Sara Takanashi Taku Takeuchi Yūki Itō Daiki Itō                               | 90.0 89.0 95.0 92.5  | 482.2 119.3 116.3 125.4 121.2 | 3                 | 89.5 92.0 93.5 96.5 | 497.5 118.3 120.8 125.0 133.4 | 4                 | 979.7 237.6 237.1 250.4 254.6  |
| 4         | 12        | Slovenia Nika Križnar Anže Lanišek Ema Klinec Peter Prevc                              | 84.0 93.5 92.5 88.0  | 460.3 106.1 123.9 118.6 111.7 | 4                 | 90.5 96.5 91.5 97.5 | 501.1 116.1 128.7 120.2 136.1 | 3                 | 961.4 222.2 252.6 238.8 247.8  |
| 5         | 10        | Norvegia Silje Opseth Daniel-André Tande Maren Lundby Andreas Stjernen                 | 80.5 91.0 90.5 91.5  | 442.8 95.4 114.0 116.6 116.8  | 5                 | 67.5 95.0 93.5 91.0 | 435.0 63.7 125.5 120.9 124.9  | 6                 | 877.8 159.1 239.5 237.5 241.7  |
| 6         | 9         | Russia Anastasija Barannikova Denis Kornilov Irina Avvakumova Evgeniy Klimov           | 85.5 89.5 85.5 85.55 | 422.0 100.8 111.4 101.9 107.9 | 7                 | 87.0 92.5 85.0 88.0 | 442.0 105.0 117.3 101.7 118.0 | 5                 | 864.0 205.8 228.7 203.6 225.9  |
| 7         | 5         | Italia Elena Runggaldier Sebastian Colloredo Manuela Malsiner Davide Bresadola         | 87.0 89.0 88.5 85.5  | 432.2 102.6 111.0 107.4 111.2 | 6                 | 80.5 83.0 87.0 88.0 | 415.9 93.5 103.6 102.8 116.0  | 7                 | 848.1 196.1 214.6 210.2 227.2  |
| 8         | 7         | Stati Uniti Nita Englund Michael Glasder Sarah Hendrickson Kevin Bickner               | 79.5 80.5 85.0 88.5  | 403.8 92.6 96.2 105.3 109.7   | 8                 | 75.5 83.0 84.0 89.0 | 398.4 83.0 100.7 101.1 113.6  | 8                 | 802.2 175.6 196.9 206.4 223.3  |
| 9         | 6         | Rep. Ceca Marta Křepelková Jakub Janda Barbora Blažková Roman Koudelka                 | 76.0 88.0 77.0 94.0  | 403.3 81.3 110.7 88.3 123.0   | 9                 |                     |                               |                   |                                |
| 10        | 8         | Francia Léa Lemare Paul Brasme Lucile Morat Vincent Descombes Sevoie                   | 84.5 82.0 84.0       | 403.1 103.3 97.3 100.7 101.8  | 10                |                     |                               |                   |                                |
| 11        | 4         | Finlandia Susanna Forsström Ville Larinto Julia Kykkänen Janne Ahonen                  | 79.0 88.5 78.5 90.5  | 397.4 80.6 112.6 87.7 116.5   | 11                |                     |                               |                   |                                |
| 12        | 3         | Canada Natasha Bodnarchuk Joshua Maurer Taylor Henrich Mackenzie Boyd-Clowes           | 76.0 80.0 85.5 88.0  | 379.5 80.4 90.3 102.2 106.6   | 12                |                     |                               |                   |                                |
| 13        | 2         | Romania Andreea Trâmbițaș Sorin Iulian Pîtea Daniela Haralambie Nicolae Sorin Mitrofan | 67.0 82.0 80.0 76.5  | 336.2 61.4 98.8 92.6 83.4     | 13                |                     |                               |                   |                                |
| 14        | 1         | Kazakistan Dayana Akhmetvaliyeva Ilya Kratov Valentina Sderzhikova Alexey Korolev      | 53.5 82.0 62.0 77.0  | 258.4 30.9 94.5 51.4 81.6     | 14                |                     |                               |                   |                                |